# 詹娜·奥黑
詹娜·奥黑（英語：Jenna O'Hea，1987年6月6日—），澳大利亚女子篮球运动员。她曾代表澳大利亚国家队参加2012年和2020年夏季奥林匹克运动会篮球比赛，其中2012年奥运会获得一枚铜牌。